# Мохо (соус)
Мо́хо (исп. mojo, от mojar — «макать», испанское произношение: [ˈmoxo]) — традиционный холодный жидкий соус канарской кухни на основе оливкового масла, уксуса, соли и чеснока, с которой, в зависимости от рецепта, соединяют перетёртые в ступке местный острый перец с острова Пальма, красный и зелёный стручковый перец, тмин, кориандр, петрушку, шафран, миндаль, помидоры и сыр, при необходимости добавляя воду.
Мохо, появившийся благодаря выгодному географическому положению Канарских островов на перекрёстке торговых путей между Европой, Америкой и Африкой, существует в огромном разнообразии региональных вариантов и обеспечивает вкус многих блюд канарской кухни, в том числе таких популярных, как папас арругадас и санкочо. Самым известным из соусов мохо является острый «пико́н».
Канарские соусы мохо в самом общем виде подразделяются по цвету входящих в них продуктов на красные и зелёные. 
- Красный цвет мохо придаёт красный стручковый перец, зелёный — кориандр. Классический острый мохо «пикон» — красный мохо с добавлением острого перца[4]. Не содержащие острого перца красные мохо называются также «сладкими». Красные соусы подают к папас арругадас и мясным блюдам.
- Зелёные мохо, в которые помимо кориандра добавляют зелёный стручковый перец, пользуются меньшей популярностью, ими приправляют картофельные супы, санкочо, рыбные и овощные блюда и намазывают на хлеб[3].

Самый популярный в кубинской кухне (также и в карибской).